# Eudaemoneura lecithochra
Eudaemoneura lecithochra is een vlinder uit de familie Stathmopodidae. De wetenschappelijke naam van de soort is voor het eerst geldig gepubliceerd in 1948 door Diakonoff.